# IC 4444
IC 4444 — галактика типу SBbc (компактна витягнута галактика) у сузір'ї Вовк.
Цей об'єкт міститься в оригінальній редакції індексного каталогу.